# 81. ročník udílení Zlatých glóbů
81. ročník udílení Zlatých glóbů se konal dne 7. ledna 2024 v The Beverly Hilton v Beverly Hills. Jedná se o první ceremonii poté, co Dick Clark Productions a Eldridge Industries převzaly plnou kontrolu nad Zlatými glóby od Asociace zahraničních novinářů v Hollywoodu. Ceremoniál byl vysílán živě na CBS ve Spojených státech, a to poprvé od roku 1982. Ceremoniál moderoval Jo Koy.
Nominace byly oznámeny dne 11. prosince 2023 během akce, kterou spolupořádali Cedric the Entertainer a Wilmer Valderrama; většina nominací byla odhalena naživo, zatímco deset kategorií bylo odhaleno během jiného segmentu na CBS Mornings. Barbie a Boj o moc obdržely nejvíce nominací, a to celkem devět. Nejvíce cen, celkem pět, získal film Oppenheimer, který získal také cenu za nejlepší drama.

## Vítězové a nominovaní
Vítěz je uveden jako první a je označen tučně.

### Film
| Nejlepší film (drama) | Nejlepší film (komedie / muzikál) |
| --- | --- |
| Oppenheimer - Anatomie pádu - Zabijáci rozkvetlého měsíce - Maestro - Minulé životy - Zóna zájmu | Chudáčci - Air: Zrození legendy - Americká fikce - Barbie - Zimní prázdniny - Láska napříč věkem |
| Nejlepší herec (drama) | Nejlepší herečka (drama) |
| Cillian Murphy jako J. Robert Oppenheimer – Oppenheimer - Bradley Cooper jako Leonard Bernstein – Maestro - Leonardo DiCaprio jako Ernest Burkhart – Zabijáci rozkvetlého měsíce - Colman Domingo jako Bayard Rustin – Rustin - Barry Keoghan jako Oliver Quick – Saltburn - Andrew Scott jako Adam – All of Us Strangers | Lily Gladstone jako Mollie Burkhart – Zabijáci rozkvetlého měsíce - Annette Beningová jako Diana Nyad – Nyad - Sandra Hüller jako Sandra Voyter – Anatomie pádu - Greta Lee jako Nora Moon / Moon Na-Young – Minulé životy - Carey Mulliganová jako Felicia Montealegre Bernsteinová – Maestro - Cailee Spaeny jako Priscilla Presleyová – Priscilla                                                                                                |
| Nejlepší herec (komedie / muzikál) | Nejlepší herečka (komedie / muzikál) |
| Paul Giamatti jako Paul Hunham – Zimní prázdniny - Nicolas Cage jako Dr. Paul Matthews – To se mi snad zdá - Timothée Chalamet jako Willy Wonka – Wonka - Matt Damon jako Sonny Vaccaro – Air: Zrození legendy - Joaquin Phoenix jako Beau Wasserman – On se bojí - Jeffrey Wright jako Thelonius Ellis – Americká fikce  | Emma Stoneová jako Bella Baxter – Chudáčci - Fantasia Barrino jako Celie Harris-Johnson – Purpurová barva - Jennifer Lawrenceová jako Maddie Barker – Nic ve zlým - Natalie Portmanová jako Elizabeth Berry – Láska napříč věkem - Alma Pöysti jako Ansa – Karaoke blues - Margot Robbie jako Barbie – Barbie |
| Nejlepší herec ve vedlejší roli | Nejlepší herečka ve vedlejší roli |
| Robert Downey Jr. jako Lewis Strauss – Oppenheimer - Willem Dafoe jako Dr. Godwin Baxter – Chudáčci - Robert De Niro jako William King Hale – Zabijáci rozkvetlého měsíce - Ryan Gosling jako Ken – Barbie - Charles Melton jako Joe Yoo – Láska napříč věkem - Mark Ruffalo jako Duncan Wedderburn – Chudáčci            | Da'Vine Joy Randolph jako Mary Lamb – Zimní prázdniny - Emily Bluntová jako Katherine „Kitty“ Oppenheimerová – Oppenheimer - Danielle Brooks jako Sofia Johnson – Purpurová barva - Jodie Fosterová jako Bonnie Stoll – Nyad - Julianne Moore jako Gracie Atherton-Yoo – Láska napříč věkem - Rosamund Pikeová jako Elspeth Catton – Saltburn |
| Nejlepší režisér | Nejlepší scénář |
| Christopher Nolan – Oppenheimer - Bradley Cooper – Maestro - Greta Gerwig – Barbie - Jorgos Lanthimos – Chudáčci - Martin Scorsese – Zabijáci rozkvetlého měsíce - Celine Song – Minulé životy | Justine Triet & Arthur Harari – Anatomie pádu - Greta Gerwig a Noah Baumbach – Barbie - Tony McNamara – Chudáčci - Christopher Nolan – Oppenheimer - Eric Roth a Martin Scorsese – Zabijáci rozkvetlého měsíce - Celine Song – Minulé životy |
| Nejlepší hudba | Nejlepší filmová píseň |
| Ludwig Göransson – Oppenheimer - Jerskin Fendrix – Chudáčci - Joe Hisaiši – Chlapec a volavka - Mica Levi – Zóna zájmu - Daniel Pemberton – Spider-Man: Napříč paralelními světy - Robbie Robertson – Zabijáci rozkvetlého měsíce (posmrtně)                                                                              | „What Was I Made For?“ (Billie Eilish O'Connell a Finneas O'Connell) – Barbie - „Addicted to Romance“ (Bruce Springsteen) – Přišla za mnou - „Dance the Night“ (Mark Ronson, Andrew Wyatt, Dua Lipa a Caroline Ailin) – Barbie - „I'm Just Ken“ (Mark Ronson a Andrew Wyatt) – Barbie - „Peaches“ (Jack Black, Aaron Horvath, Michael Jelenic, Eric Osmond a John Spiker) – Super Mario Bros. ve filmu - „Road to Freedom“ (Lenny Kravitz) – Rustin |
| Nejlepší animovaný film | Nejlepší cizojazyčný film |
| Chlapec a volavka - Mezi živly - Spider-Man: Napříč paralelními světy - Super Mario Bros. ve filmu - Suzume no todžimari - Přání | Anatomie pádu (Francie) - Karaoke blues (Finsko) - Já, kapitán (Itálie) - Minulé životy (Spojené státy americké) - Sněžné bratrstvo (Španělsko) - Zóna zájmu (Spojené království/USA/Polsko) |
| Filmový úspěch | |
| Barbie - Strážci Galaxie: Volume 3 - John Wick: Kapitola 4 - Mission: Impossible Odplata – První část - Oppenheimer - Spider-Man: Napříč paralelními světy - Super Mario Bros. ve filmu - Taylor Swift: The Eras Tour | |

### Televize
| Nejlepší seriál (drama) | Nejlepší seriál (komedie / muzikál) |
| --- | --- |
| Boj o moc (HBO) - 1923 (Paramount+) - Koruna (Netflix) - Diplomatické vztahy (Netflix) - The Last of Us (HBO) - The Morning Show (Apple TV+) | Medvěd (FX) - Základka Willarda Abbotta (ABC) - Barry (HBO) - Soudní porota (Amazon Freevee) - Jen vraždy v budově (Hulu) - Ted Lasso (Apple TV+) |
| Nejlepší herec v seriálu (drama) | Nejlepší herečka v seriálu (drama) |
| Kieran Culkin jako Roman Roy – Boj o moc (HBO) - Brian Cox jako Logan Roy – Boj o moc (HBO) - Gary Oldman jako Jackson Lamb – Slow Horses (Apple TV+) - Pedro Pascal jako Joel Miller – The Last of Us (HBO) - Jeremy Strong jako Kendall Roy – Boj o moc (HBO) - Dominic West jako Karel, princ z Walesu – Koruna (Netflix)                                                  | Sarah Snooková jako Siobhan „Shiv“ Royová – Boj o moc (HBO) - Helen Mirrenová jako Cara Dutton – 1923 (Paramount+) - Bella Ramsey jako Ellie Williamsová – The Last of Us (HBO) - Keri Russellová jako Katherine „Kate“ Wylerová – Diplomatické vztahy (Netflix) - Imelda Staunton jako královna Alžběta II. – Koruna (Netflix) - Emma Stoneová jako Whitney Siegel – The Curse (Showtime)    |
| Nejlepší herec v seriálu (komedie / muzikál) | Nejlepší herečka v seriálu (komedie / muzikál) |
| Jeremy Allen White jako Carmen „Carmy“ Berzatto – Medvěd (FX) - Bill Hader jako Barry Berkman – Barry (HBO) - Steve Martin jako Charles-Haden Savage – Jen vraždy v budově (Hulu) - Jason Segel jako Jimmy Laird – Terapie pravdou (Apple TV+) - Martin Short jako Oliver Putnam – Jen vraždy v budově (Hulu) - Jason Sudeikis jako Ted Lasso – Ted Lasso (Apple TV+)         | Ayo Edebiri jako Sydney Adamu – Medvěd (FX) - Rachel Brosnahanová jako Miriam „Midge“ Maiselová – Úžasná paní Maiselová (Prime Video) - Quinta Brunson jako Janine Teagues – Základka Willarda Abbotta (ABC) - Elle Fanningová jako Kateřina II. Veliká – Veliká (Hulu) - Selena Gomez jako Mabel Mora – Jen vraždy v budově (Hulu) - Natasha Lyonne jako Charlie Cale – Poker Face (Peacock) |
| Nejlepší herec v minisérii nebo TV filmu | Nejlepší herečka v minisérii nebo TV filmu |
| Steven Yeun jako Danny Cho – Ve při (Netflix) - Matt Bomer jako Hawkins „Hawk“ Fuller – Souputníci (Showtime) - Sam Claflin jako Billy Dunne – Daisy Jones & the Six (Prime Video) - Jon Hamm jako šerif Roy Tillman – Fargo (FX) - Woody Harrelson jako E. Howard Hunt – Instalatéři z Bílého domu (HBO) - David Oyelowo jako Bass Reeves – Lawmen: Bass Reeves (Paramount+) | Ali Wong jako Amy Lau – Ve při (Netflix) - Riley Keough jako Daisy Jones – Daisy Jones & the Six (Prime Video) - Brie Larson jako Elizabeth Zott – Lekce chemie (Apple TV+) - Elizabeth Olsen jako Candy Montgomery – Láska a smrt (HBO Max) - Juno Temple jako Dorothy „Dot“ Lyon – Fargo (FX) - Rachel Weisz jako Beverly Mantle / Elliot Mantle – Smrtící podoba (Prime Video)             |
| Nejlepší herec ve vedlejší roli v seriálu, minisérii nebo TV filmu | Nejlepší herečka ve vedlejší roli v seriálu, minisérii nebo TV filmu |
| Matthew Macfadyen jako Tom Wambsgans – Boj o moc (HBO) - Billy Crudup jako Cory Ellison – The Morning Show (Apple TV+) - James Marsden jako on sám – Soudní porota (Amazon Freevee) - Ebon Moss-Bachrach jako Richard „Richie“ Jerimovich – Medvěd (FX) - Alan Ruck jako Connor Roy – Boj o moc (HBO) - Alexander Skarsgård jako Lukas Matsson – Boj o moc (HBO)              | Elizabeth Debicki jako princezna Diana – Koruna (Netflix) - Abby Elliott jako Natalie „Sugar“ Berzatto – Medvěd (FX) - Christina Ricci jako Misty Quigley – Yellowjackets (Showtime) - J. Smith-Cameron jako Gerri Kellman – Boj o moc (HBO) - Meryl Streepová jako Loretta Durkin – Jen vraždy v budově (Hulu) - Hannah Waddingham jako Rebecca Weltonová – Ted Lasso (Apple TV+)            |
| Nejlepší minisérie nebo TV film | |
| Ve při (Netflix) - Jsou světla, která nevidíme (Netflix) - Daisy Jones & the Six (Prime Video) - Fargo (FX) - Souputníci (Showtime) - Lekce chemie (Apple TV+) | |